# フェルディナンド・フォン・ライト

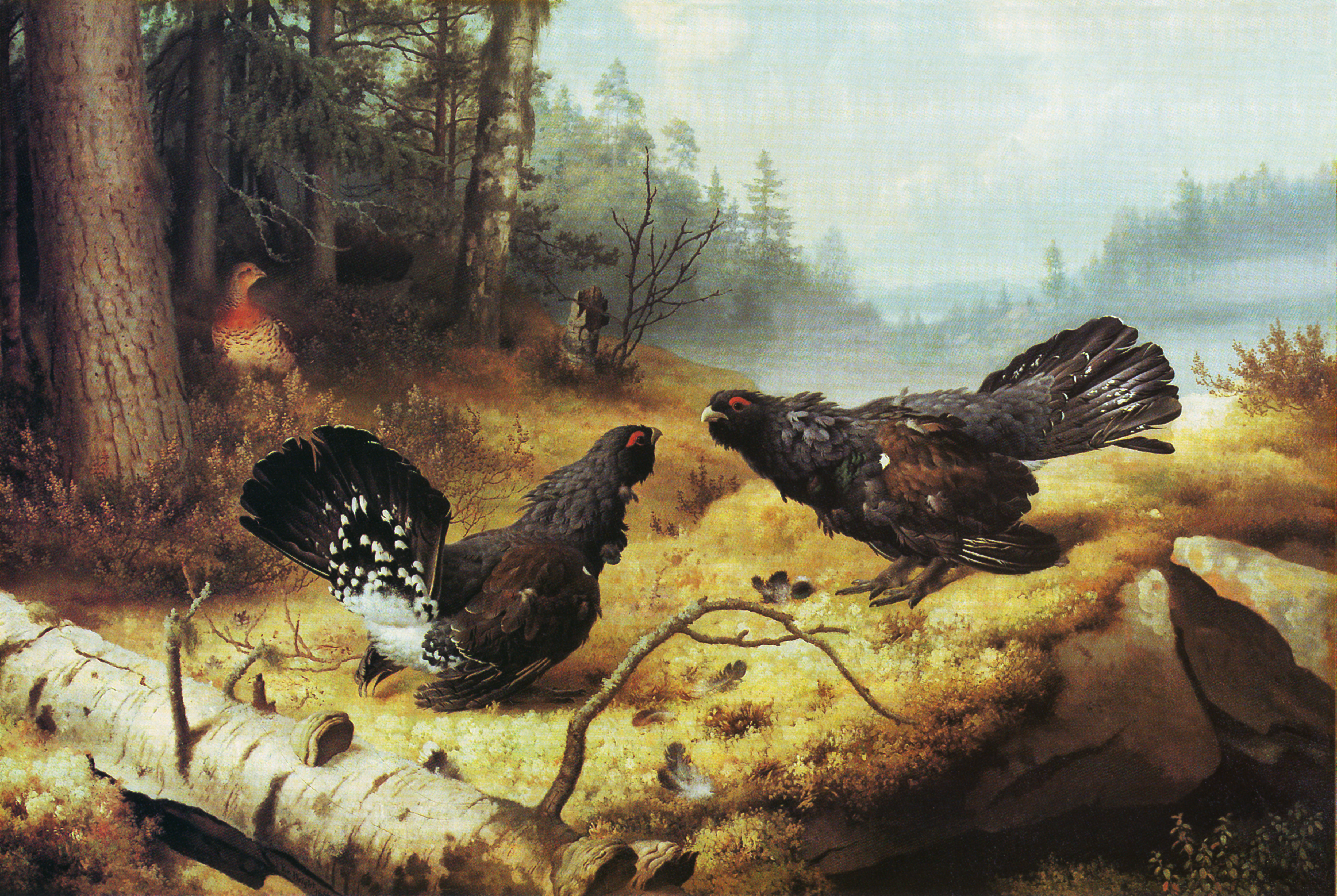
フェルディナンド・フォン・ライト作『闘うライチョウ(Taistelevat metsot)』(1886)、アテネウム美術館

フェルディナンド・フォン・ライト（Ferdinand von Wright、1822年3月19日 - 1906年7月31日）は、スコットランド商人を祖先に持つフィンランドの画家である。野生の鳥や家畜などの動物画や風景画を描いた。

## 略歴
フィンランドの北サヴォ県のクオピオ近くのHaminalahtiという村に生まれた。17世紀にスコットランドからエストニアのナルヴァに移った商人の先祖がいて、父親は退役した上級軍人であった。9人兄弟の末子で、兄に画家や博物画家になったマグヌス・フォン・ライト(Magnus von Wright: 1805–1868)とヴィルヘルム・フォン・ライト(Wilhelm von Wright: 1810–1887)がいる。兄たちの影響を受けて、自然の中でスケッチ旅行をし、美術の修行をした。
15歳になった1937年に、兄のヴィルヘルムとスウェーデンのブーヒュースレーン地方に旅した 。ヴィルヘルムはそのころスウェーデンの動物学者ベンクト・フレデリック・フリース(Bengt Fredrik Fries: 1799–1839)のためにイラストレーターとして働いていた。
翌年、スウェーデンのアマチュア鳥類学者で1828年にマグナスとヴィルヘルムが図版を描いた『スウェーデンの鳥(Svenska』の出版に資金援助したニルス・ボンデ伯爵に雇われて仕事をした。数か月間、フィンランドに戻ったが、再びスウェーデンに滞在し、1842年には短期間、スウェーデン王立美術院に入学し彫刻家、ヨハン・ニクラス・ビューストレム(Johan Niclas Byström: 1783–1848)に学んだ。
6年間ほどのスウェーデン滞在の後、1844年にフィンランドに戻った。5年後トゥルクに移りフィンランドの画家ロベルト・ヴィルヘルム・エクマン(Robert Wilhelm Ekman: 1808-1873に学んだ。
1852年に兄弟たちとヘルシンキに移り、スタジオを開き、博物画から一般的な絵画を描くようになった。1858年にはドイツのドレスデンに旅し、2か月あまり、動物画家のヨハン・ジークヴァルト・ダール(Johann Siegwald Dahl: 1827-1902)のもとで修行し 、ヴィルヘルムとスウェーデンのオルスト島(Orust)に1年間滞在した。
1863年に故郷に家を建て、その後はそこで活動し、1970年代からは病気がちになるが、絵は描き続けた。1906年にHaminalahtiで亡くなった。
代表作には1886年に描かれた『闘うライチョウ(Taistelevat metsot)』があり、この作品は2006年にフィンランドのアテネウム美術館が主催したフィンランドの絵画の一般投票で3位となり、2013年にフィンランドの企業 Nordic Monetaが行った同様の人気投票でも3位となった。

## 作品

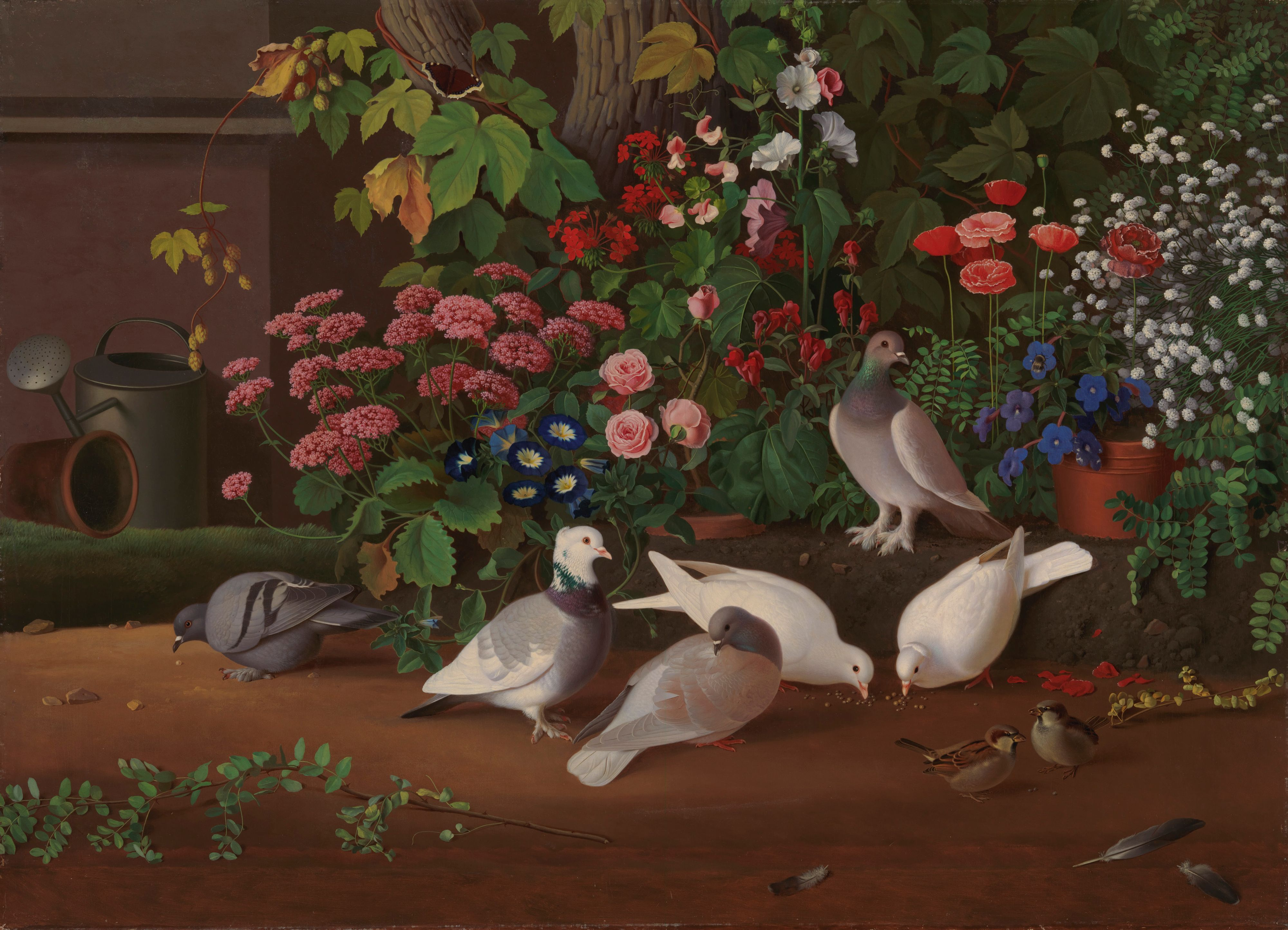
庭の花と鳥(1853/1854) フィンランド国立美術館
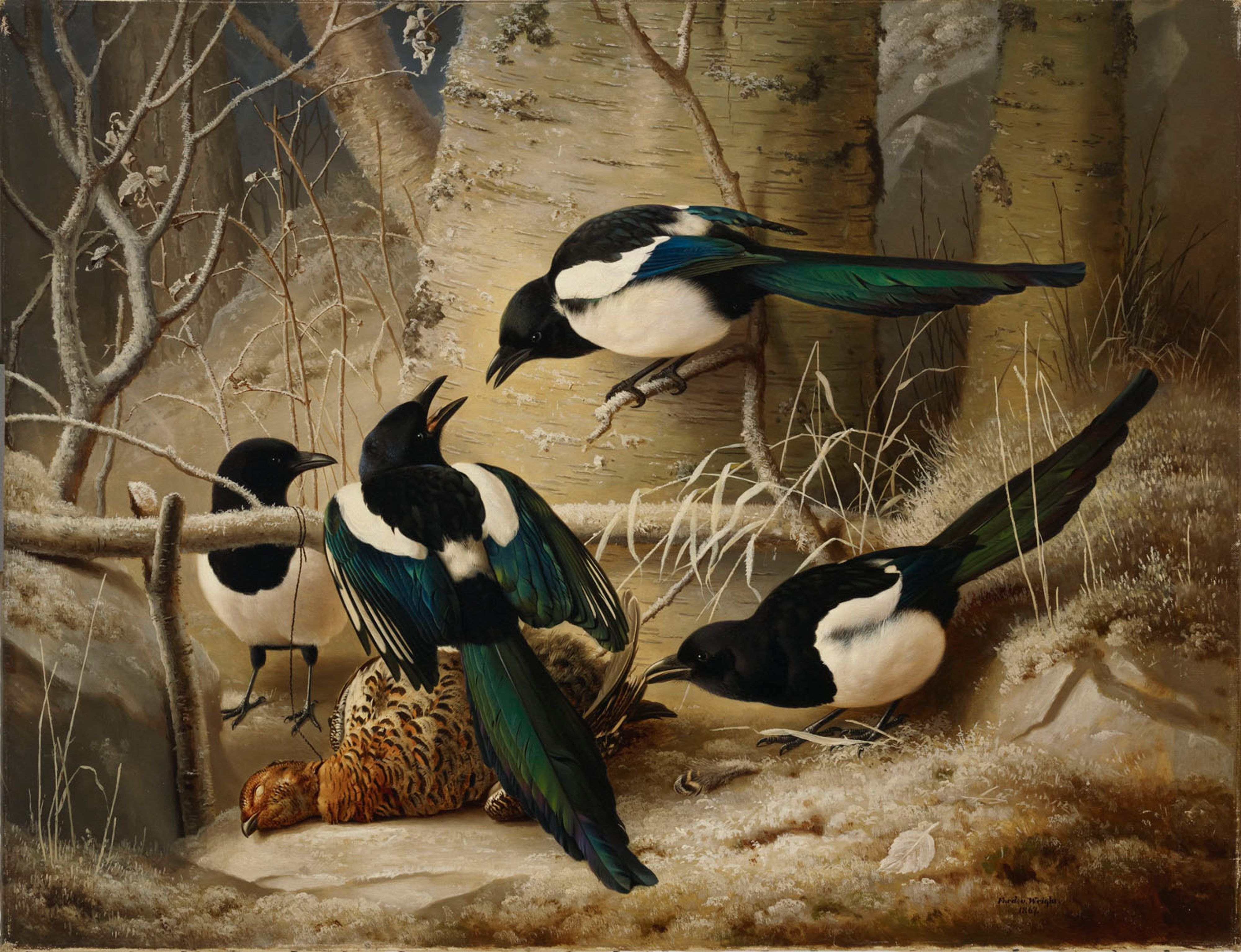
ライチョウの死体のまわりのカササギ(1867) フィンランド国立美術館
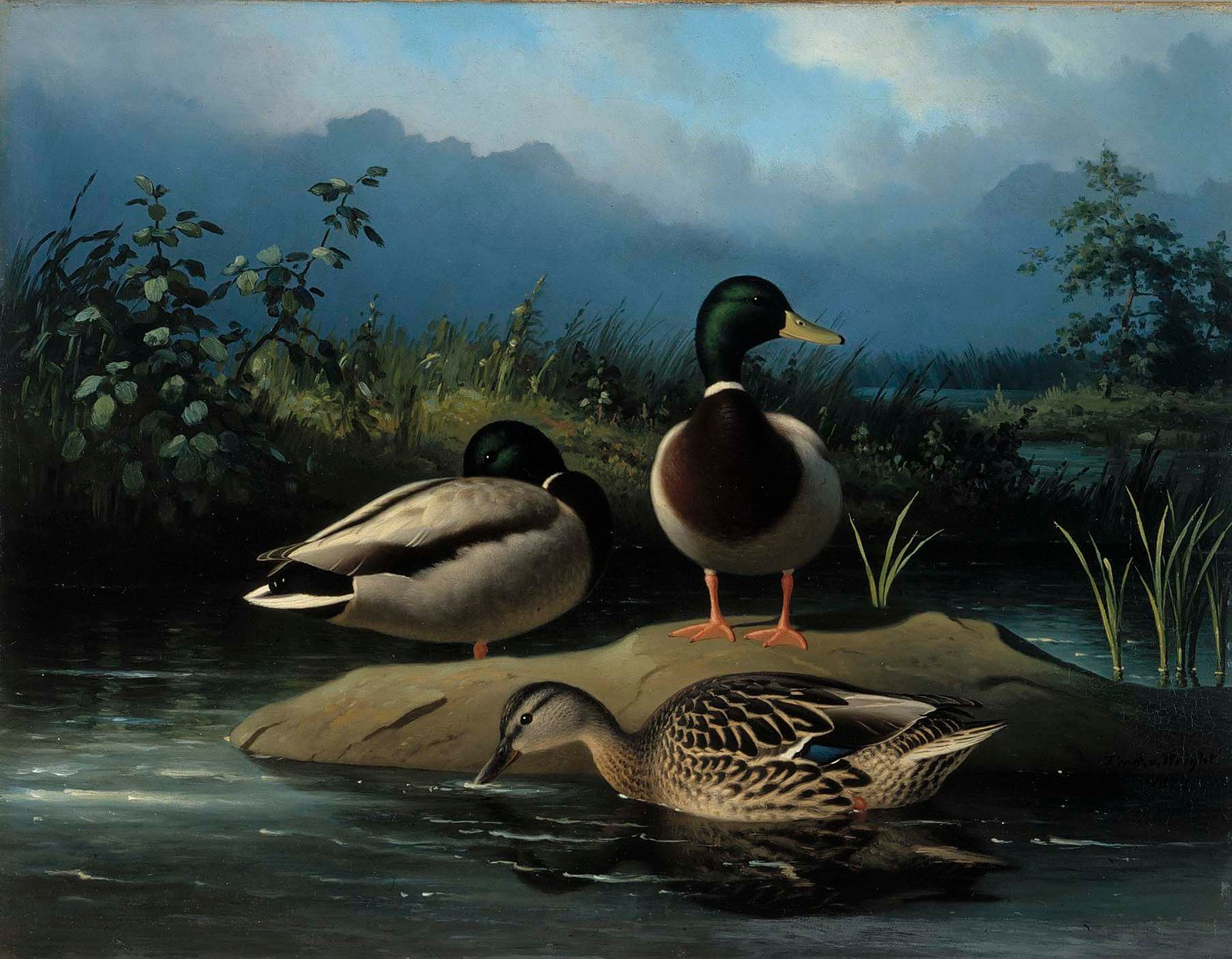
鴨　(1874) フィンランド国立美術館
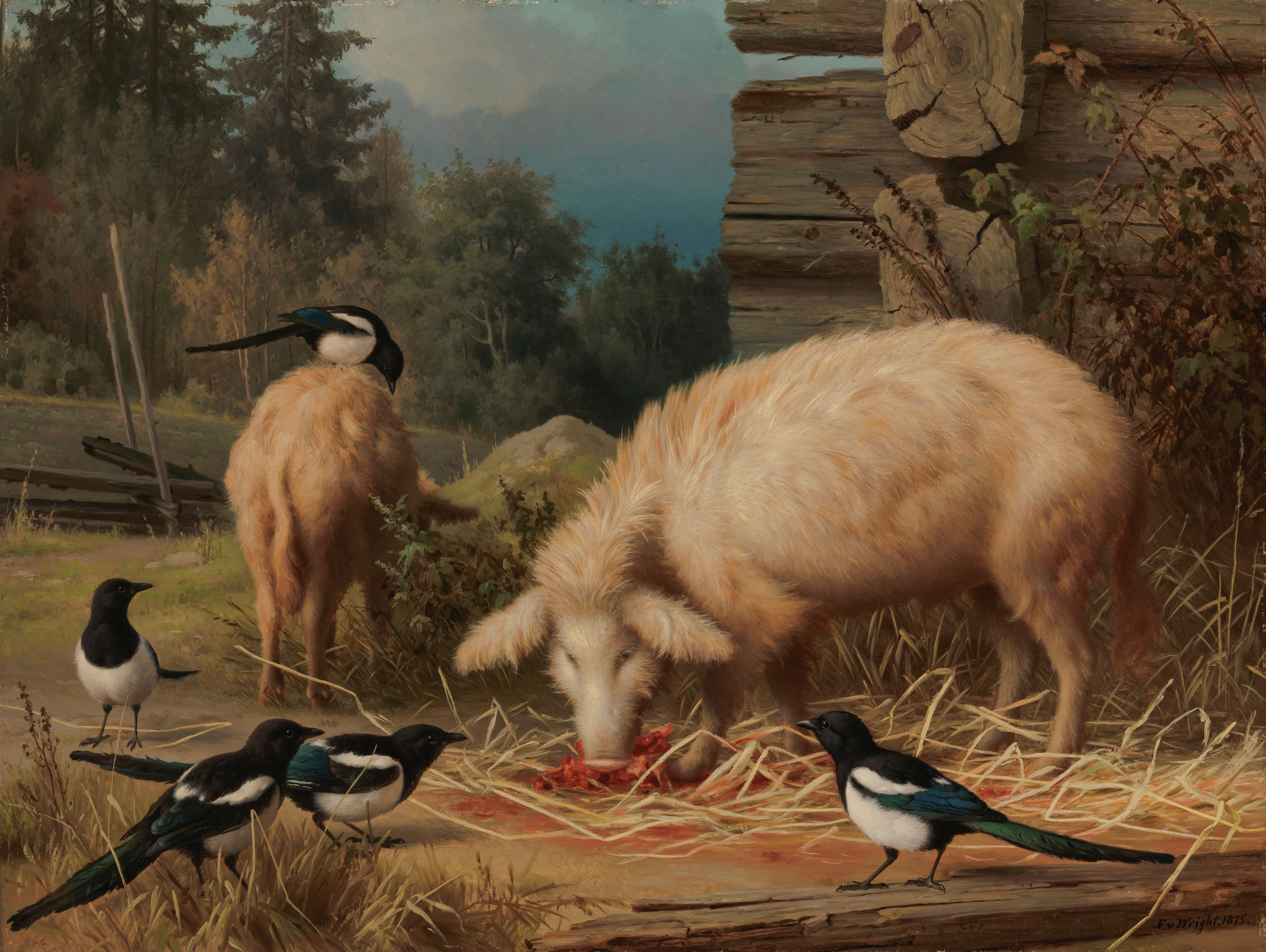
豚とカササギ (1875) フィンランド国立美術館
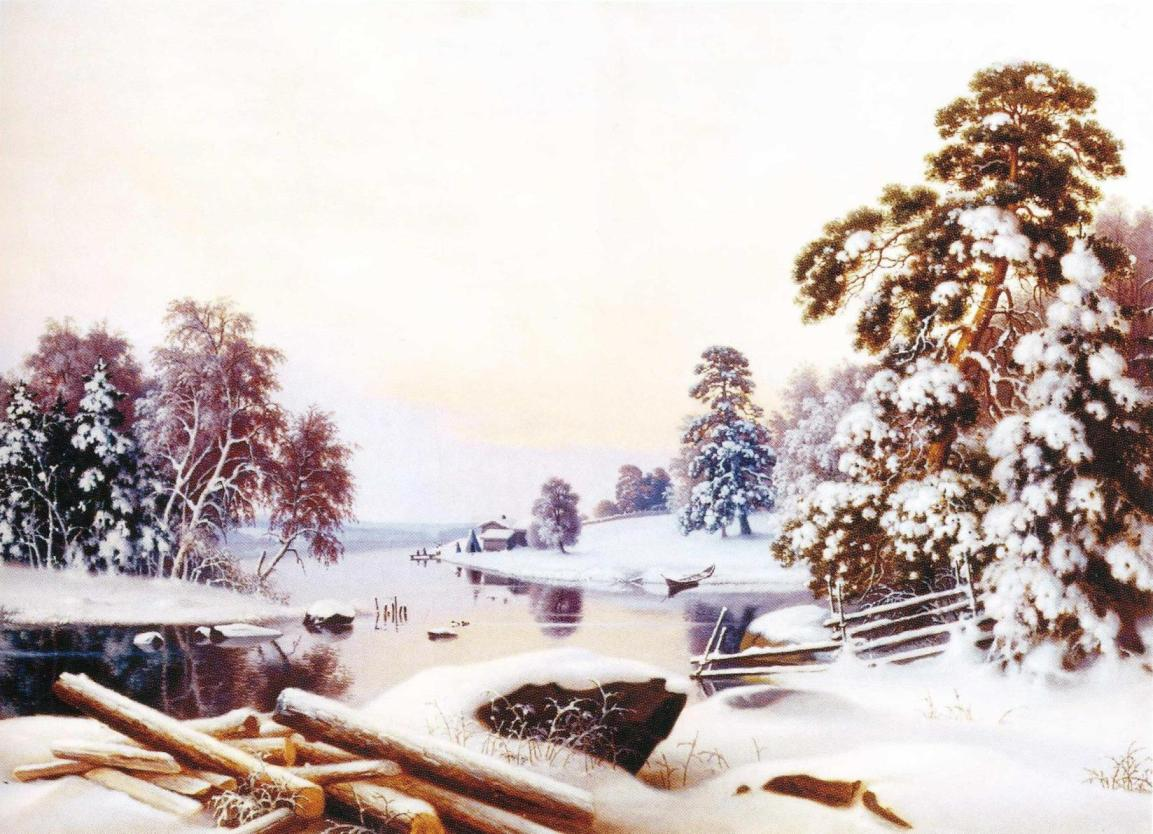
Haminalahtiの冬景色　(1856)
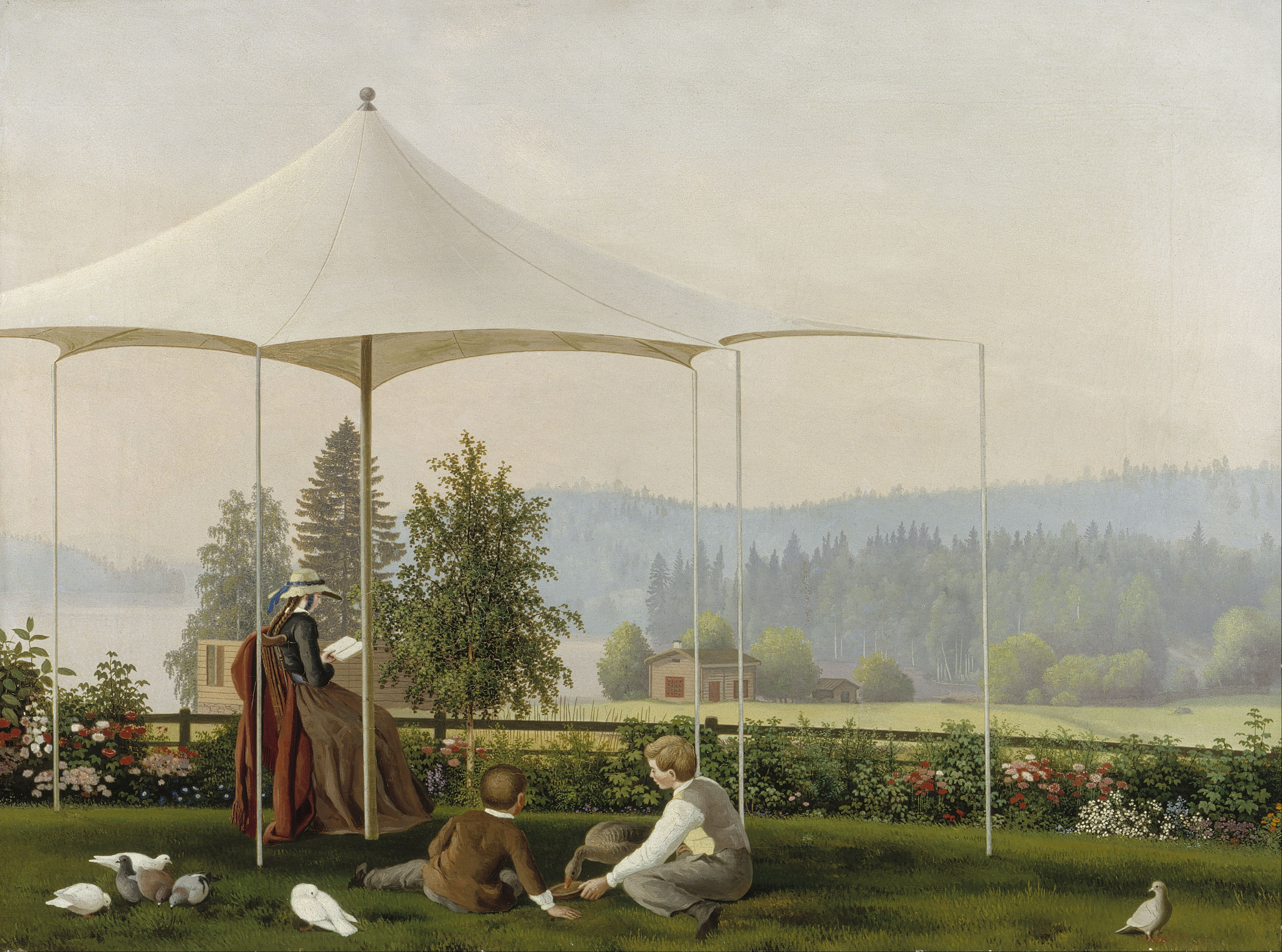
Haminalahtiの庭園　(1856) アテネウム美術館
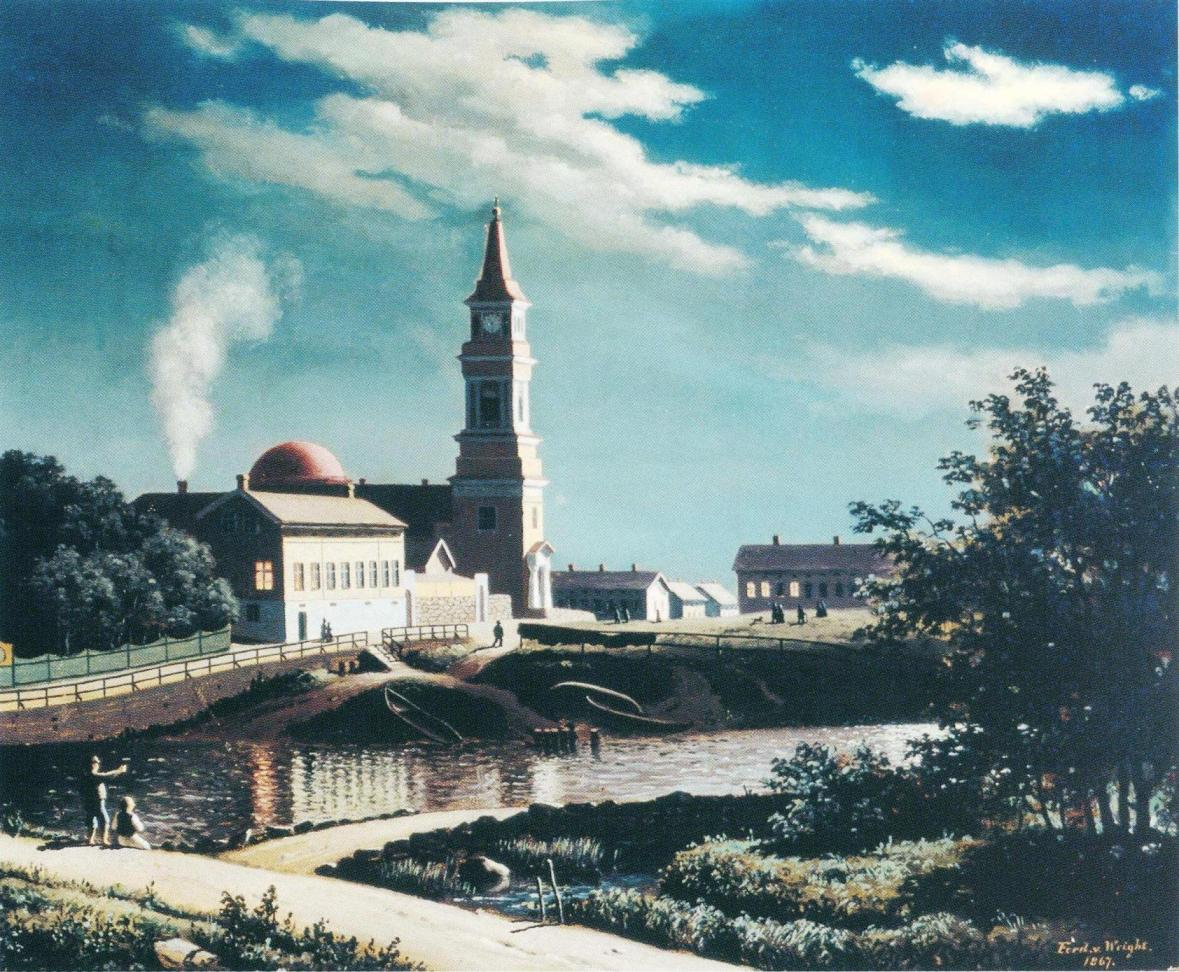
オウルの白夜の風景 オウル美術館
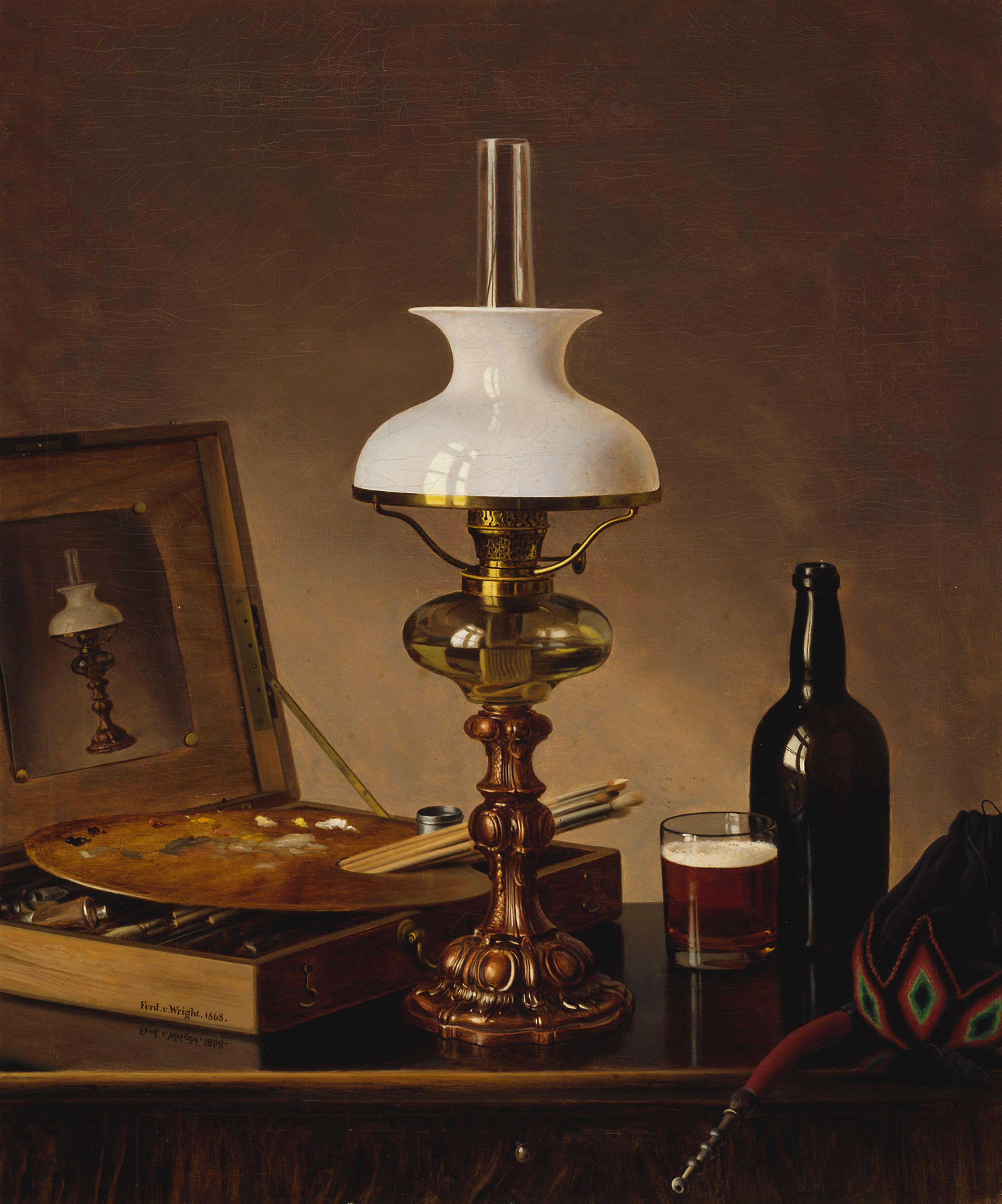
静物画 (1868) フィンランド国立美術館